# Vettius
Vettius là một chi bướm ngày thuộc họ Bướm nâu.